# Hygrolembidium
Hygrolembidium là một chi rêu trong họ Lepidoziaceae.